# Il ballo marocchino
Il ballo marocchino è un singolo discografico di Pippo Franco, pubblicato nel 1988.

## Descrizione
Il brano musicale è stato scritto da Corrado Castellari, Cristiano Malgioglio e dallo stesso Pippo Franco con arrangiamenti di Stefano Previsti. Nonostante in quel periodo l'attore fosse impegnato nel programma Biberon sulle reti RAI, il 45 giri venne pubblicato dalla Five Record, etichetta di proprietà Fininvest.
Sul lato B è incisa la versione strumentale.

## Tracce
1. Il ballo marocchino – 3:29 (Corrado Castellari, Cristiano Malgioglio e Pippo Franco)
2. Il ballo marocchino (strumentale) – 3:29 (musica: Corrado Castellari, Cristiano Malgioglio e Pippo Franco)